# Гуменяк Василь Юрійович
Василь Юрійович Гуменяк (нар. 9 жовтня 1960) — радянський та український футболіст, захисник, по завершенні кар'єри гравця — футбольний тренер.

## Кар'єра гравця
Вихованець ДЮСШ міста Богородчани. Футбольну кар'єру розпочав у «Спартаку» (Івано-Франківськ), за який дебютував 3 листопада 1978 року в переможному (3:2) домашньому поєдинку 40-о туру Першої ліги СРСР проти ленінградського «Динамо». Василь вийшов на поле на 24-й хвилині, замінивши Ярослава Кікотя. Цей матч виявився єдиним для Гуменюка в складі першої команди того сезону, у 1979 році виступав за дубль івано-франківських «спартаківців». Потім два роки відслужив в армії.
У 1982 році повернувся до «Прикарпаття» (команда на той час вже не виступала під назвою «Спартак»), яке вже опустилося до Другої ліги. Відіграв у команді наступні 6 сезонів, був одним з ключових футболістів «прикарпатців». У 1988 році перейшов до ужгородського «Закарпаття», де протягом неповних трьох сезонів виступав з ужгородцями в Другій лізі радянського чемпіонату. Сезон 1990/91 років відіграв у Першій лізі Чехословаччини (другий дивізіон чемпіонату країни) за команду «Земплін» (Михайлівці). Потім повернувся до «Закарпаття», де зіграв у футболці ужгородського клубу 7 матчів у Другій нижчій лізі СРСР.
По ходу сезону 1991 року повертається до «Прикарпаття», де також виступає в Другій нижчій лізі (18 матчів). Після здобуття Україною незалежності продовжив виступи в команді. Команда отримала право стартувати в першому розіграші чемпіонату України серед клубів Вищої ліги, в якій Василь дебютував 7 березня 1992 року в нічийному (0:0) домашньому поєдинку 1-о туру підгрупи 2 проти луцької «Волині». Гуменяк вийшов на поле в стартовому складі та відіграв увесь матч. Того сезону у Вищій лізі зіграв 2 матчі, ще 1 поєдинок провів у кубку України. По ходу сезону 1992 року перейшов до аматорського клубу «Хутровик» (Тисмениця), разом з командою пройшов шлях від чемпіонату області до перехідної ліги чемпіонату України. У сезоні 1992/93 років зіграв 1 матч у кубку України, а наступного сезону провів 32 поєдинки у перехідній лізі.
Напередодні початку сезону 1994/95 років перейшов до стрийської «Скали», за яку дебютував 25 серпня 1994 року в нічийному (1:1) домашньому поєдинку 5-о туру Першої ліги проти чортківського «Кристалу». Гуменяк вийшов на поле в стартовому складі та відіграв увесь матч. У першій частині зіграв 17 матчів у Першій лізі та 1 поєдинок у кубку України. Другу половину сезону відіграв в моршинському «Медиці», який виступав в аматорському чемпіонаті України (10 матчів). Сезон 1995/96 років провів також в аматорському чемпіонаті України, проте в футболці рахівських «Карпат» (3 поєдинки). Після цього відіграв ще один сезон в аматорському чемпіонаті України разом з моршинським «Медиком» (7 матчів), по закінченні якого завершив кар'єру футболіста.

## Кар'єра тренера
По завершенні кар'єри футболіста розпочав тренерську діяльність. У 2002 році очолював аматорський клуб «Тепловик» (Івано-Франківськ). У 2003 році півроку очолював друголіговий «Спартак-2» з Калуша. З 2014 року допомагає тренувати «Оскар» (Підгір'я).